# Escuela Superior de Guerra Conjunta
La Escuela Superior de Guerra Conjunta (ESGC) es un instituto militar de la Argentina fundado en 2006 para perfeccionamiento del personal militar en planeamiento y accionar militar conjunto. Se halla en el Centro Educativo de las Fuerzas Armadas (CEFA) con asiento en Palermo, Ciudad de Buenos Aires, y bajo la órbita de la Facultad Militar Conjunta de la Universidad de la Defensa Nacional (UNDEF).

## Reseña
Creada por decreto 1169/06 como instituto dependiente del Estado Mayor Conjunto de las Fuerzas Armadas (EMCO). Desde 2014 se halla en la órbita de la Universidad de la Defensa Nacional (UNDEF), y desde 2020 integra la Facultad Militar Conjunta (FMC) de esa universidad nacional, creada con esta escuela de guerra.
Desde su creación se halla en el Centro Educativo de las FF. AA. constituida con todas las escuelas de guerra e institutos en la Escuela Superior de Guerra con asiento en Palermo.

## Formación
Los oficiales jefes del cuerpo comando que han egresado como oficiales de estado mayor (OEM) de las escuelas de guerra específicas pasan por esta escuela de guerra para completar sus conocimientos a nivel conjunto con los otros componentes de las FF. AA.